# Труды (река)
Труды (Дичня) — река в Орловской области России, левый приток Сосны (бассейн Дона).
Устье реки находится в 145 км по левому берегу реки Сосны. Длина реки составляет 89 км, площадь водосборного бассейна 2500 км².

## Притоки (км от устья)
- 21 км: река Любовша
- 49 км: река Кунач
- 55 км: река Липовец

## Данные водного реестра
По данным государственного водного реестра России относится к Донскому бассейновому округу, водохозяйственный участок реки — река Сосна, речной подбассейн реки — бассейны притоков Дона до впадения Хопра. Речной бассейн реки — Дон (российская часть бассейна).
Код объекта в государственном водном реестре — 05010100212107000001234.